# Ауксины

Индолил-3-уксусная кислота (гетероауксин)

4-Хлориндолил-3-уксусная кислота

Индолил-3-масляная кислота

Аукси́ны (от др.-греч. αὔξω увеличиваться, расти) — группа растительных гормонов. Природные ауксины являются производными индола: 
- 3-(3-индолил)пропионовая
- индолил-3-масляная
- 4-хлориндолил-3-уксусная
- 3-индолилуксусная

кислоты. Наиболее распространенным ауксином, широко применяющимся в растениеводстве, является гетероауксин — индолил-3-уксусная кислота.
Ауксины обладают высокой физиологической активностью. Стимулируют рост плодов и побегов растений, апикальное доминирование, фототропический рост (к свету), положительный геотропизм корней (рост вниз). Стимулируют рост клеток камбия. Влияют на рост клеток в фазе растяжения и дифференцировку клеток. Регулируют коррелятивный рост, обеспечивают взаимодействие отдельных органов. Усиливают рост придаточных корней. Уменьшение концентрации ауксина в растении приводит к увяданию листьев. В растении перемещается со скоростью 10 мм в час[уточнить].

## История открытия
Первое предположение о существовании вещества, контролирующего фототропизм (направленное ростовое движение растений в сторону источника света), выдвинул Чарлз Дарвин в своей работе «О способности растений к движению» (1880). В опытах по затенению разных частей стебля Дарвин пришел к выводу, что гипотетический регулятор роста растений, который он назвал ауксином, синтезируется в апексе и перемещается в надземной части растения полярно (сверху вниз). В 1931 г. из человеческой мочи было выделено вещество, способное вызывать изгибы стебля у растений, этим веществом оказалась индолилуксусная кислота (ИУК); вскоре ИУК была выделена из тканей растений и грибов. По своей химической природе ИУК является производной аминокислоты триптофана. ИУК — основной натуральный ауксин, который составляет 80-95 % всех ауксинов в тканях растений разных видов. Все прочие природные ауксины (индолбутировая кислота, хлориндолилуксусная кислота) близки к ИУК по своей химической формуле и связаны с ней происхождением. Получены также синтетические вещества с ауксиновой активностью, многие из которых значительно отличаются от ИУК.

## Биосинтез, катаболизм и инактивация ауксинов
Основное место биосинтеза ИУК в растении — молодые листья и их примордии. Помимо растений, способностью к биосинтезу ИУК обладают некоторые грибы и патогенные бактерии (например, представители родов Agrobacterium и Pseudomonas, поражение которыми вызывает аномальное разрастание тканей растения-хозяина). У растений существуют два пути синтеза ИУК: подробно изученный триптофан-зависимый путь и триптофан-независимый путь, который до сих пор является гипотетическим. Триптофан-зависимый путь представляет собой синтез ИУК из триптофана в несколько этапов. Существует несколько вариантов триптофан-зависимого пути биосинтеза ИУК, основными из которых являются синтез через индолпировиноградную (IPA) кислоту, через индолацетамид (IAM), через триптамин (ТАМ) и через индолацетальдоксим (IAOx). У разных видов растений преобладает тот или иной вариант триптофан-зависимого биосинтеза ИУК — например, у арабидопсис и других крестоцветных преобладающим является путь синтеза через IAOx; для Agrobacterium и Pseudomonas характерен путь синтеза через IAM. Триптофан-зависимый путь биосинтеза ИУК изучен весьма подробно; у растений и бактерий выделены ферменты, катализирующие все стадии разных его вариантов, выявлена значительная часть генов, кодирующих эти ферменты. Интересно, что мутанты с потерей функции генов, действующих на разных этапах триптофан-зависимого пути биосинтеза ИУК, часто характеризуются не пониженным, а повышенным содержанием ауксинов в тканях. Причиной этого является резкая активация других вариантов триптофан-зависимого пути синтеза ИУК при обрыве одного из них.
Помимо триптофан-зависимого пути биосинтеза ИУК, у растений существует триптофан-независимый путь, про который, несмотря на длительность изучения этого вопроса, абсолютно ничего не известно. Доказательством существования такого пути является получение жизнеспособных мутантов арабидопсис (trp l, 2, 3, 4 и 5) и кукурузы, дефектных по синтезу триптофана. Это мутанты с потерей функции генов, контролирующих разные стадии синтеза триптофана из его предшественника хоризмата. У них не синтезируется триптофан, но тем не менее наблюдается нормальный или даже многократно повышенный уровень ИУК. Вероятно, при невозможности работы у таких мутантов триптофан-зависимого пути биосинтеза ИУК у них происходит активация гипотетического пути синтеза ИУК без использования триптофана.
У растений также существует несколько путей инактивации ИУК: во-первых, это образование индолбутировой кислоты (ИБК) — запасной формы ауксинов, во-вторых — образование конъюгатов с аминокислотами и сахарами. Конъюгаты обладают слабовыраженной ауксиновой активностью и также являются запасными формами ауксинов. Синтез конъюгатов осуществляет большая группа ферментов GH3-1. Экспрессия генов GH3-1 позитивно регулируется ауксинами — таким образом, имеет место негативная обратная связь в контроле уровня активной ИУК. Кроме того, у арабидопсис выявлены многочисленные ферменты, осуществляющие гидролиз конъюгатов с образованием активной ИУК, клонированы кодирующие их гены. Мутанты с потерей функции этих генов накапливают соответствующие конъюгаты и обладают повышенной чувствительностью к ним.

## Полярный транспорт ауксинов
Поскольку основным местом биосинтеза ИУК являются апикальные части побега, необходим базипетальный транспорт ИУК в нижележащие органы растения. Существуют два вида транспорта ауксинов.
1. Быстрый транспорт по флоэме, представляющий собой перемещение ауксинов с потоком метаболитов и питательных веществ. Таким способом могут перемещаться по растению как активная ИУК, так и её конъюгаты.
2. Полярный транспорт ауксинов (ПАТ) характерен только для активной ИУК и происходит в основном по клеткам перицикла и молодым (живым) сосудистым элементам. При полярном транспорте имеет место вход ИУК в клетку с одной стороны и выход из неё с противоположной, в обоих процессах задействованы разные группы белков-переносчиков. Это транспорт более медленный и имеет строго выраженную направленность: в частности, в побеге он направлен базипетально, от апикальной меристемы и молодых листьев к корню; в кончике корня происходит разворот ПАТ, и дальше ИУК движется акропетально до зоны образования боковых корней. ИУК — единственный фитогормон, обладающий сложноорганизованной системой полярного транспорта; от направления ПАТ в различных органах растения зависит полярность их развития.
Определенные вещества, например, нафтилфталамовая кислота (NPA) и 2,3,5-трийодбензойная кислота (TIBA), специфически блокируют ПАТ. При этом происходит накопление ИУК внутри клеток, что позволило предположить существование по-разному организованных входных и выходных (influx и efflux) каналов для полярного транспорта ИУК, причем направление ПАТ связано с расположением входного и выходного канала на разных сторонах клетки (соответственно, на апикальной и базальной). Блокирование ПАТ с помощью NPA и TIBA связано с их влиянием на работу выходного канала.

## Рецепция и передача сигнала ауксинов
Несмотря на длительное изучение ауксинов, в рецепции и передаче сигнала этих фитогормонов в настоящее время остается много нерешенных вопросов.
При длительном изучении ауксинов было выделено большое количество ауксин-связывающих белков (АВР) с разными функциями. В настоящее время функция в качестве рецепторов ауксина была продемонстрирована для двух белков:
• трансмембранного белка АВР1, взаимодействующего с G-белками;
• белка TIR1, входящего в состав убиквитин-лигазного комплекса SCF.
Каждый из этих белков при связывании ауксина запускает экспрессию ауксин-регулируемых генов, причем потеря функции каждого из них приводит к потере жизнеспособности растения. О взаимодействии этих двух независимых рецепторных систем или каком-либо разделении функций между ними в настоящее время ничего не известно.
Кроме того, в настоящее время не выявлены «средние» компоненты пути передачи ауксинового сигнала, действующие между рецептором АВР1 и ауксин-зависимыми транскрипционными факторами. При ответе на ауксин имеет место активация MAP-киназного каскада и киназы PID, но точное место этих протеинкиназ в пути передачи сигнала ауксинов не установлено.

## Функции ауксинов в развитии растений
Функции ауксинов многообразны и связаны с такими характеристиками этих гормонов, как наличие полярного транспорта, стимуляция работы ионных каналов и контроль экспрессии определенных генов. К основным функциям этих фитогормонов относятся: контроль клеточного цикла, стимуляция роста клеток растяжением, контроль полярности развития растительного организма, фото- и гравии- тропические реакции, стимуляция закладки боковых и придаточных корней, стимуляция закладки и развития латеральных органов в апикальной меристеме побега.

### Активация ионных каналов
К числу наиболее быстрых ответов клетки на ауксины относится активация потока различных ионов через клеточную мембрану. Причина этого — ауксин-зависимая активация ряда белков ионного транспорта:
• мембранных Н+-АТФаз, которые осуществляют выкачивание ионов Н+ из клетки;
• калиевых каналов, осуществляющих вход в клетку ионов К+;
• кальциевых каналов, осуществляющих вход в клетку ионов Са2+.
Помимо активации работы ионных каналов, ауксины также стимулируют экспрессию ряда генов, кодирующих белки ионных каналов.
Активация Н+ -АТФаз лежит в основе ряда физиологических функций ауксинов — в частности, ауксин-зависимого роста клетки растяжением, а также фото- и гравитропизмов. Известно, что активация Н+-АТФаз индуцируется ауксином даже на изолированных мембранных фракциях, но гораздо менее эффективно, заставляя предполагать существование неких клеточных факторов, опосредующих действие ауксина на протонные помпы. Таким фактором могут быть некоторые ауксин связывающие белки (АВР — Auxin Binding Proteins). Действительно, в присутствии некоторых из них, например трансмембранного ауксинового рецептора АВР1 и цитоплазматического белка АВР 57, повышается эффективность активации Н+-АТФаз в мембранах. Кроме того, для белка АВР 57 показана способность непосредственного взаимодействия с Н+-АТФазами на клеточной мембране. Ауксины вызывают также повышение количества мембранных Н -АТФаз за счет позитивной регуляции экспрессии их генов.
Активация калиевых каналов также относится к числу быстрых событий при ответе клетки на ауксин. Работа калиевых каналов зависит от мембранного потенциала, в связи с этим считается, что их ауксин-зависимая активация происходит за счет гиперполяризации мембраны вследствие активации протонных помп. Для одного из Двух генов калиевых каналов кукурузы, ZMK1, показана позитивная регуляция экспрессии ауксинами.
Активация кальциевых каналов лежит в основе ауксин-зависимого открывания устьиц. Их активация является более медленным ответом по сравнению с активацией Н-АТФаз и калиевых каналов, что свидетельствует об опосредованном влиянии ауксинов на их работу. Активация кальциевых каналов также требует изменения мембранного потенциала, который возникает вследствие активации мембранных Н-АТФаз.

### Контроль клеточного цикла
Наряду с цитокининами, ауксины относятся к гормонам, участвующим в контроле клеточного цикла у растений. Несмотря на то что основными индукторами пролиферации растительных клеток являются цитокинины, многие ауксины (в особенности синтетический ауксин 2,4-D) при добавлении в культуральную среду также способствуют усилению деления клеток. В растительном организме ауксины способствуют делению клеток апикальной меристемы корня, а также развивающегося листового примордия. Механизмы влияния ауксинов на клеточный цикл иные, чем у цитокининов.
Клеточный цикл всех эукариот находится под контролем циклин- зависимых протеинкиназ (CDK, от Cyclin-Dependent protein Kinases), которые фосфорилируют нижележащие регуляторы клеточного цикла (гистоны, белки пререпликационных комплексов, белок Retinoblastoma и.т.д.). Для активности CDK необходимы их сменные каталитические субъединицы — циклины. Разные классы циклинов, присоединяясь к CDK, регулируют разные фазы клеточного цикла. Основными классами циклинов у растений являются циклины А, В и D: циклины класса А контролируют ход S-фазы клеточного цикла, циклины В — переход G2-M, а также нормальный ход и завершение митоза, циклины D контролируют переход G1-S, а также осуществляют связь клеточного цикла с внешними сигналами. Экспрессия генов D-циклинов -основных индукторов пролиферации растительных клеток — регулируется цитокининами и сахарозой. В промоторах генов циклинов А (СусА), а также гена CDKA, который кодирует основную CDK растений, обнаружены последовательности AuxRE для связывания транскрипционных факторов ARF. Тем не менее в опытах с синхронизированными суспензионными культурами растительных клеток не было выявлено значительного усиления экспрессии этих генов при добавлении в культуральную среду ауксинов. При этом было показано, что повышение концентрации ауксинов повышает количество активных комплексов CDKA-циклин за счет усиления ассоциации этих молекул или за счет стабилизации их связи. Молекулярные механизмы этого явления не выяснены.

### Контроль роста клеток растяжением
Одной из наиболее известных функций ауксинов на клеточном уровне является стимуляция роста клеток растяжением, которое лежит в основе ауксин-зависимого удлинения стебля.
Ауксин-зависимое растяжение клеток связано с повышением лабильности клеточных стенок. Один из механизмов ослабления клеточной стенки получил название «рост под действием кислоты» (или «кислый рост») и осуществляется за счет стимуляции ауксинами работы мембранных Н+-АТФаз. Н+-АТФазы выбрасывают ионы Н+ из клетки, что приводит к закислению узкого пространства между плазмалеммой и клеточной стенкой. Под действием кислой среды происходит активация экспансинов — белков, ассоциированных с клеточной стенкой, которые разрушают водородные связи между целлюлозными микрофибриллами, что позволяет клетке расширяться под действием тургорного давления. Направление роста клетки зависит от ориентации целлюлозных фибрилл, которая также контролируется ауксинами (механизм неизвестен). Помимо усиления каталитической активности экспансинов, ауксины позитивно регулируют экспрессию их генов: в промоторах ряда генов ЕХР имеются последовательности AuxRE.

### Дифференцировка специфических типов клеток: развитие проводящей системы
Проводящая система высших растений — протяженная клеточная сеть, необходимая для транспорта растворенных веществ и механической стабильности. Сосудистые пучки, составляющие проводящую систему, включают в себя флоэму, по которой транспортируются главным образом фотоассимиляты, и ксилему, по которой перемещаются растворенные в воде минеральные вещества. Сосуды ксилемы дифференцируются из клеток прокамбия, которые имеются в любом органе растения и появляются в примордиях органов на самых ранних стадиях их развития.
Дифференцировка сосудов из прокамбия находится под контролем ауксинов — например, установлено, что места дифференцировки сосудов в развивающейся листовой пластинке совпадают с зонами максимальной концентрации ауксинов. Ключевую роль в создании зон повышенной концентрации ауксинов, необходимых для развития сосудов, играет полярный транспорт ауксинов, который осуществляется по клеткам прокамбия. О точном молекулярном механизме дифференцировки сосудов в настоящее время данных нет, вместе с тем, был выявлен ряд ключевых регуляторов этого процесса. У арабидопсис среди мутаций по генам, участвующим в передаче сигнала при ответе на ауксины, три мутации — тр, bdl и ахгб — вызывают недоразвитие сосудистых пучков. Таким образом, развитие сосудов зависит от активности транскрипционного фактора ARF5/MP и его антагониста транскрипционного Депрессора IAA12/BDL. Кроме того, важную роль в этом процессе играет белок AXR6/CUL1, который является компонентом убиквитин-лигазного комплекса SCFTIRI. Другой группой регуляторов развития сосудов у арабидопсис являются транскрипционные факторы AtHB8 и AtHB20, относящиеся семейству HD-ZIP (другие представители этого семейства транскрипционных факторов — РНВ, PHV и REV -играют ключевую роль в формировании адаксиально-абаксиальной полярности листовой пластинки; подробнее см. в главе «Развитие листа»). Экспрессия генов AtHB8 и AtHB20 индуцируется ауксином позже, чем экспрессия генов IAA -это может быть связано с тем, что в контроле развития сосудов транскрипционные факторы AtHB8 и AtHB20 действуют ниже белков ARF и Aux/IAA. Действительно, у трансгенных растений 35S::MPc повышенным уровнем экспрессии гена MP/ARF5 наблюдается повышенный уровень экспрессии генов А1НВ8 и AtHB20.

### Контроль фото-и гравитропизма
Ауксины были открыты как вещества, контролирующие направленные ростовые движения растений — тропизмы. Выделяют гравитропизм — например, изгиб стебля и корня при изменении вектора силы тяжести, фототропизм — примером является изгиб гипокотилей по направлению к свету, хемотропизм — рост корней в сторону больших концентраций питательных веществ в почве и т. д. Все эти изгибы контролируются ауксинами и связаны с изменением направления градиента их концентрации, которое, в свою очередь, зависит от изменения направления полярного транспорта ауксинов (ПАТ), опосредованного PIN-белками.
Изгибы стебля и корня при возникновении всех тропизмов зависят от асимметричного распределения ауксинов в радиальном направлении, благодаря которому одна сторона стебля или корня накапливает больше ауксинов, чем другая, что приводит к неравномерности растяжения клеток и формированию изгиба. Эта модель, получившая название «гипотеза Холодного-Вента», была впервые предложена в 1928 году и в дальнейшем была подтверждена экспериментами с радиоактивно меченым ауксином. На примере гравитропизма корня было установлено, что центральную роль в обеспечении радиального распределения ауксинов играет белок PIN3, который в норме локализован на «боковой», ориентированной в сторону проводящей системы, поверхности клеток эндодермы, и контролирует центрипетальное направление ПАТ. Роль PIN-белков, в частности PIN3, в фототропизме не выяснена — несмотря на то, что асимметричное распределение ауксинов играет центральную роль в фототропических изгибах стебля.